# 닐긴꼬리자이언트쥐
닐긴꼬리자이언트쥐(Leopoldamys neilli)는 쥐과에 속하는 설치류의 일종이다. 태국과 라오스, 베트남에서 발견되며, 미얀마에서도 서식하는 것으로 추정된다. 자연 서식지는 아열대 또는 열대 기후 지역의 건조 관목 지대와 암반 지역이다. 석회암 카르스트 지형 서식지의 파괴 때문에 위협을 받고 있다. 6개의 고도로 분화된 유전적 계통은 태국의 깐짜나부리와 서중부(사라부리-롭부리), 동중부(사라부리-나콘랏차시마), 르이, 난 주, 프래, 나콘랏차시마에서 발견된다. 계통 사이의 유전자 이동은 낮다.

## 같이 보기
- 석회암쥐